# Dark Waters (album)
Dark Waters è il settimo album in studio del gruppo musicale olandese Delain, pubblicato nel 2023.

## Tracce
1. Hideaway Paradise – 5:18
2. The Quest and the Curse – 4:56
3. Beneath – 4:59
4. Mirror of Night – 4:37
5. Tainted Hearts – 4:41
6. The Cold – 4:37
7. Moth to a Flame – 4:07
8. Queen of Shadow – 4:02
9. Invictus – 5:30
10. Underland – 5:13

Traccia Bonus
1. The Quest and the Curse (piano version) – 3:26

## Formazione
Delain
- Martijn Westerholt – tastiera, cori
- Sander Zoer – batteria
- Ronald Landa – chitarra, cori, voce harsh
- Ludovico Cioffi – basso, cori, voce harsh
- Diana Leah – voce

Altri musicisti
- Rob van der Loo – basso
- Marko Hietala – voce (traccia 9)
- Paolo Ribaldini – voce (3, 8, 9)
- Ruud Jolie – chitarra (4)
- Mikko P. Mustonen – orchestrazione